# Nils Holmberg
Nils Holmberg   (Ljungby, 1936) és un atleta suec, ja retirat, especialista en curses de velocitat, que va competir durant la de dècada de 1950.
En el seu palmarès destaca una medalla de bronze en els 4x400 metres del Campionat d'Europa d'atletisme de 1958, formant equip amb Hans Lindgren, Lennart Johnsson i Alf Petersson.
Va igualar el rècord nacional dels 4x400 metres en una ocasió.